# Шалигинський район
Шалигинський райо́н — колишній район Чернігівської і Сумської областей.

## Історія
Утворений 17 лютого 1935 року з центром у селі Шалигине в складі Чернігівської області. До складу району увійшли Шалигинська, Катеринівська, Сварківська, Соснівська, Ковенківська, Гудівська, Ходинська, Чернівська, Холопківська, Баницька, Будищенська, Вікторівська, Волокитинська, Кочергівська, Ротівська та Стариківська сільські ради Глухівського району і Веселівська, Ревякинська, Князе-Козацька, Уцківська, Мачулищенська, Погарицька та Шулешівська сільські ради Путивльського району.
26 травня 1936 року Ротівська сільрада перейшла до Путивльського району
10 січня 1939 року перейшов до складу новоутвореної Сумської області.
Розформований 11 березня 1959, територія включена до Глухівського та Путивльського районів.